# Walter Tögel
Walter Tögel (* 18. März 1921 in Dvorce u Bruntálu (Tschechien); † 30. Dezember 1955 in Berlin) ist ein Todesopfer des DDR-Grenzregimes vor dem Bau der Berliner Mauer. Er wurde bei einer Grenzkontrolle von einem Volkspolizisten angeschossen und ist im Krankenhaus der Volkspolizei in Berlin-Mitte verstorben.

## Leben
Walter Tögel kam aus Hof im Sudetenland. Wahrscheinlich war er nach dem Krieg mit den anderen Flüchtlingen und Vertriebenen in die Sowjetische Besatzungszone gekommen. Er war verheiratet und hatte drei Kinder. Tögel war 1949 wegen Diebstahls zu zwei Jahren und acht Monaten Gefängnis verurteilt worden und verbüßte die Strafe in Hoheneck und Zwickau. Das hohe Strafmaß und die Tatsache, dass seine Strafe nicht zur Bewährung ausgesetzt wurde, können auf einen politischen Hintergrund für die Verurteilung hinweisen. 1955 wohnte er mit seiner Frau in der Schumannstraße in Ost-Berlin nahe der Charité.

### Todesumstände
Volkspolizisten hielten Walter Tögel am 30. Dezember 1955 am Kontrollpunkt Invalidenstraße an. Er trug einen mit Lebensmitteln gefüllten Rucksack und wollte offenbar einige Pfund Wurst, Schinken und Butter nach West-Berlin bringen. Als er sich gegen die Kontrolle wehrte, wurde er vom Fahrrad gerissen und versuchte zu fliehen. Daraufhin habe, so ein Zeuge, ein Volkspolizist nach mehrfacher Warnung auf ihn geschossen. Ein West-Berliner Augenzeuge brachte Tögel ins Krankenhaus. Walter Tögel hatte einen Bauchschuss erlitten und starb kurze Zeit später im nahe gelegenen Krankenhaus der Volkspolizei. Nur die Berliner Morgenpost berichtete.
Da der genaue Tathergang und die Identität der beteiligten Volkspolizisten bei Ermittlungen der Polizei 1997 nicht mehr herausgefunden werden konnten, stellte die Staatsanwaltschaft das Verfahren ein.